# Murray Shire (Western Australia)
Koordinaten: 32° 38′ S, 115° 52′ O

Das Shire of Murray ist ein lokales Verwaltungsgebiet (LGA) im australischen Bundesstaat Western Australia. Das Gebiet ist 1.711 km² groß und hat etwa 17.000 Einwohner (2016).
Murray liegt im Westen des Staats etwa 75 Kilometer südlich der Hauptstadt Perth. Der Sitz des Shire Councils befindet sich in der Stadt Pinjarra, wo etwa 3900 Einwohner leben (2016).

## Verwaltung
Der Murray Council hat zwölf Mitglieder. Die Councillor werden von den Bewohnern der fünf Wards (vier aus dem West Ward, drei aus dem Pinjarra, zwei aus dem North West und je einer aus dem North, East und South Ward) gewählt. Aus dem Kreis der Councillor rekrutiert sich auch der Ratsvorsitzende und Shire President.